# Anton Schiestl (Priester)

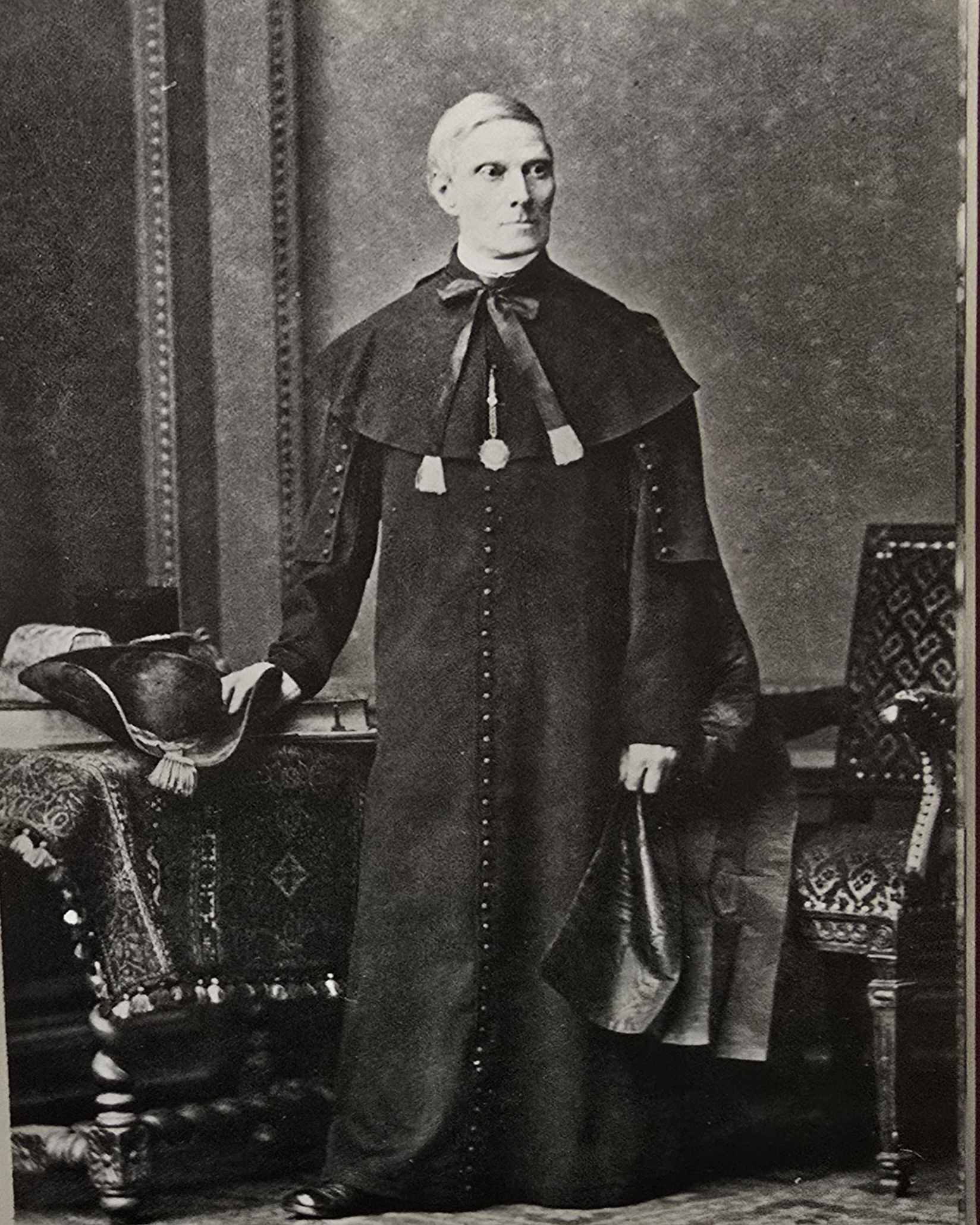
Monsignore Anton Schiestl (um 1880)

Anton Schiestl (* 1. Mai 1808 in Baden bei Wien, Kaisertum Österreich; † 7. Juni 1889 ebenda) war ein österreichischer römisch-katholischer Priester und Sammler.

## Leben
Der Sohn eines Färbermeisters studierte am Wiener Priesterseminar und in den Jahren 1827 und 1828 an der Universität Wien. Nach seiner Priesterweihe war er bis 1836 Kooperator im niederösterreichischen Pernitz und in Penzing bei Wien. Bis in das Jahr 1849 war er Kooperator in Margareten bei Wien in der Pfarre St. Josef. In der Pfarre St. Peter wurde er Kurat-Benefiziat.
Ab 1883, als er in den Ruhestand wechselte, befand er sich die meiste Zeit in Baden. Zum goldenen Priesterjubiläum wurde er Päpstlicher Ehrenkämmerer. Er wurde auch Ritter vom Heiligen Grab und Ehrenbürger in Baden.
Anton Schiestl war vor allem als Kunstförderer bedeutend. Im Zuge der Regotisierung der Pfarrkirche St. Stephan in Baden spendete er Messgeräte, einen Kreuzweg, das Chorgestühl sowie zahlreiche Glasgemälde. Ein Großteil davon ging bei Plünderungen 1945 verloren. Schiestl besaß auch eine umfängliche Sammlung verschiedener Objekte, etwa Gemälde, Ansichtskarten und Musikinstrumente.